# Ла-Герульд
Ла-Геру́льд, Ла-Ґерульд (фр. La Guéroulde) — колишній муніципалітет у Франції, у регіоні Нормандія, департамент Ер. Населення — 806 осіб (2011).
Муніципалітет був розташований на відстані близько 110 км на захід від Парижа, 75 км на південь від Руана, 30 км на південний захід від Евре.

## Історія
До 2015 року муніципалітет перебував у складі регіону Верхня Нормандія. Від 1 січня 2016 року належав до нового об'єднаного регіону Нормандія.
1 січня 2016 року Ла-Герульд і Сентре було приєднано до муніципалітету Бретей.

## Демографія
Динаміка населення (INSEE ):
Розподіл населення за віком та статтю (2006):
| Стать | Всього | До 15 років | 15-24 | 25-44 | 45-64 | 65-85 | Понад 85 |
| --- | ------ | ----------- | ----- | ----- | ----- | ----- | -------- |
| Чоловіки | 356    | 60          | 44    | 98    | 106   | 40    | 8        |
| Жінки | 356    | 83          | 20    | 98    | 75    | 72    | 8        |
| \| Статево-вікова піраміда \| Статево-вікова піраміда \| Статево-вікова піраміда \| \| ----------------------- \| ----------------------- \| ----------------------- \| \| Чоловіки \| Вік \| Жінки \| \| 8 \| 85 + \| 8 \| \| 0 \| 80-84 \| 8 \| \| 16 \| 75-79 \| 20 \| \| 12 \| 70-74 \| 24 \| \| 12 \| 65-69 \| 20 \| \| 16 \| 60-64 \| 12 \| \| 43 \| 55-59 \| 12 \| \| 31 \| 50-54 \| 39 \| \| 16 \| 45-49 \| 12 \| \| 24 \| 40-44 \| 27 \| \| 27 \| 35-39 \| 24 \| \| 20 \| 30-34 \| 16 \| \| 27 \| 25-29 \| 31 \| \| 20 \| 20-24 \| 4 \| \| 24 \| 15-20 \| 16 \| \| 12 \| 10-14 \| 39 \| \| 24 \| 5-9 \| 20 \| \| 24 \| 0-4 \| 24 \| |        |             |       |       |       |       |          |
| Статево-вікова піраміда |        |             |       |       |       |       |          |
| Чоловіки | Вік    | Жінки       |       |       |       |       |          |
| 8 | 85 +   | 8           |       |       |       |       |          |
| 0 | 80-84  | 8           |       |       |       |       |          |
| 16 | 75-79  | 20          |       |       |       |       |          |
| 12 | 70-74  | 24          |       |       |       |       |          |
| 12 | 65-69  | 20          |       |       |       |       |          |
| 16 | 60-64  | 12          |       |       |       |       |          |
| 43 | 55-59  | 12          |       |       |       |       |          |
| 31 | 50-54  | 39          |       |       |       |       |          |
| 16 | 45-49  | 12          |       |       |       |       |          |
| 24 | 40-44  | 27          |       |       |       |       |          |
| 27 | 35-39  | 24          |       |       |       |       |          |
| 20 | 30-34  | 16          |       |       |       |       |          |
| 27 | 25-29  | 31          |       |       |       |       |          |
| 20 | 20-24  | 4           |       |       |       |       |          |
| 24 | 15-20  | 16          |       |       |       |       |          |
| 12 | 10-14  | 39          |       |       |       |       |          |
| 24 | 5-9    | 20          |       |       |       |       |          |
| 24 | 0-4    | 24          |       |       |       |       |          |

## Економіка
2010 року серед 491 особи працездатного віку (15—64 років) 377 були активними, 114 — неактивними (показник активності 76,8%, у 1999 році було 73,4%). З 377 активних мешканців працювало 327 осіб (172 чоловіки та 155 жінок), безробітними було 50 (27 чоловіків та 23 жінки). Серед 114 неактивних 40 осіб було учнями чи студентами, 39 — пенсіонерами, 35 були неактивними з інших причин.

У 2010 році в муніципалітеті числилось 309 оподаткованих домогосподарств, у яких проживали 792,0 особи, медіана доходів виносила 17 061 євро на одного особоспоживача